# Membri ai Academiei Române - A
Aceasta este o listă a tuturor membrilor Academiei Române ale căror nume încep cu litera A, începând cu anul înființării Academiei Române (1866) până în prezent.
- Gheorghe Adamescu (1869 - 1942) - istoric literar, bibliograf, publicist, membru corespondent din 1921
- Gheorghe Adrian (1820 - 1889) - general, teoretician militar, membru de onoare din 1875
- Ion Agârbiceanu (1882 - 1963) - scriitor, membru titular din 1955
- Ion I. Agârbiceanu (1907 - 1971) - fizician, membru corespondent din 1963
- Vasile Alecsandri (1821 - 1890) - scriitor, om politic, membru fondator (1867)
- Theodor Aman (1831 - 1891) - pictor, grafician, ales post-mortem în 1991
- Bartolomeu Anania (1921 - 2011) - mitropolit, membru de onoare (din 2010)
- Constantin Anastasatu (1917 - 1995) - medic, membru titular din 1990
- Nicolae A. Anastasiu (n. 1940) - geolog, membru corespondent din 2001
- Ion Andreescu (1850 - 1882) - pictor, ales post-mortem în 1948
- Petre Andrei (1891 - 1940) - sociolog, filosof, om politic, ales post-mortem în 1991
- Tudorel Andrei (n. 1965) – statistician, membru corespondent din 2024
- Andrei Andreicuț (n. 1949) - mitropolit, membru de onoare (din 2021)
- Cabiria Andreian Cazacu (1928 - 2018), matematiciană, membru de onoare (din 2006)
- Mihail Andricu (1894 - 1974) - compozitor, membru corespondent din 1948
- Ioan Andrieșescu (1888 - 1944) - arheolog, membru corespondent din 1928
- Marius Andruh (n. 1954) - chimist, membru titular din 2009
- Constantin I. Angelescu (1869 - 1948) - medic, om politic, membru de onoare din 1934
- Eugen I. Angelescu (1896 - 1968) - chimist, membru titular din 1963
- Theodor Angheluță (1882 - 1964) - matematician, membru de onoare din 1948
- Grigore Antipa (1867 - 1944) - biolog, ihtiolog, oceanolog, zoolog, ecolog, membru titular din 1910
- Ioan M. Anton (1924 - 2011) - inginer, membru titular din 1974
- Petre Antonescu (1873 - 1965) - arhitect, membru titular din 1945
- Ion S. Antoniu (1905 - 1987) - inginer, membru corespondent din 1963
- Iacov Antonovici (1856 - 1931) - episcop, membru de onoare din 1919
- Constantin I. Aramă (1919 - 2013) - inginer, membru titular din 1991
- Teoctist Arăpașu (1915 - 2007) - patriarh, membru de onoare din 1999
- Ilie Ardelean (1906 - 1972) - medic, membru corespondent din 1948
- Tudor Arghezi (1880 - 1967) - scriitor, membru titular din 1955
- Constantin C. Arion (1855 - 1923) - om politic, membru de onoare din1912
- Constantin Arseni (1912 - 1994) - medic, membru titular din 1991
- Neculai Asandei (1928 - 1999) - inginer chimist, membru corespondent din 1991
- Ana Aslan (1897 - 1988) - medic, membru titular din 1974
- George Assaky (1855 - 1899) - medic, membru corespondent din 1890
- Gheorghe Atanasiu (1893 - 1972) - fizician, geofizician, membru titular (din 1963)
- Ion Atanasiu (1892 - 1949) - geolog, membru corespondent din 1940
- Ioan Athanasiu (1868 - 1926) - medic veterinar, membru corespondent din 1911
- Sava Athanasiu (1861 - 1946) - geolog, paleontolog, membru de onoare din 1945
- Petre S. Aurelian (1833 - 1909) - economist, agronom, om politic, membru titular din 1871, Președintele Academiei Române între 1901 - 1904.
- Alexandru Averescu (1859 - 1938) - mareșal, membru de onoare din 1923
- Constantin Avram (1911 - 1987) - inginer, membru corespondent din 1963
- Aurel A. Avramescu (1903 - 1985) - inginer, membru titular din 1963